# العصر الأبوي
العصر الأبوي هو عصر الآباء الثلاثة الكتابيين، إبراهيم وإسحق ويعقوب، وفقًا لروايات تكوين 12-50 (تحتوي هذه الفصول أيضًا على تاريخ يوسف، على الرغم من أن يوسف ليس من الآباء). يسبقه في الكتاب المقدس تاريخ العصور البدائية ويليه الخروج.

## التقاليد اليهودية
يحتوي الكتاب المقدس على نمط معقد من التسلسل الزمني من خلق آدم، إلى عهود الملوك اللاحقين لإسرائيل واليهود. وبناءً على هذا التسلسل الزمني والتقاليد الحاخامية ، فإن المصادر اليهودية القديمة مثل Seder Olam Rabbah تؤرخ ولادة إبراهيم إلى 1948 سنة عالمية (1813 قبل الميلاد) وتضع وفاة يعقوب في عام 2255 سنة عالمية (1506 قبل الميلاد).

## علم الآثار الكتابي المبكر
من هذا الجدل بين النظريات المختلفة للنقد الكتابي والتفسيرات التقليدية، ولدت التفسيرات الدينية علم الآثار الكتابي، وهو شكل من أشكال علم الآثار يختلف عن غيره من حيث أنه سعى إلى عدم اكتشاف وتفسير الأدلة الصامتة، ولكن لإقرار أو إبطال تاريخية الآباء والأحداث التي أحاطت بحياتهم، كما هو موصوف في الكتاب المقدس. كان وليام فوكسويل أولبرايت أبرز علماء الآثار الأوائل في الكتاب المقدس، حيث حدد العصر الأبوي في الفترة 2100-1800 قبل الميلاد، في العصر البرونزي الوسيط، وهو الفترة الفاصلة بين فترتين من الثقافة الحضرية المتطورة للغاية في كنعان القديمة. جادل أولبرايت بأنه وجد دليلاً على الانهيار المفاجئ لثقافة العصر البرونزي المبكر السابقة ، وعزا ذلك إلى غزو الرعاة الرحل من الشمال الشرقي الذين حددهم مع الأموريين المذكورين في نصوص بلاد ما بين النهرين. ووفقًا لألبرايت ، كان إبراهيم عموريًا متجولًا هاجر من الشمال إلى المرتفعات الوسطى في كنعان والنقب مع قطعانه وأتباعه عندما انهارت دول المدن الكنعانية. جادل أولبرايت و EA Speiser و Cyrus Gordon بأنه على الرغم من أن النصوص التي وصفتها الفرضية الوثائقية قد كتبت بعد قرون من العصر الأبوي ، فقد أظهر علم الآثار أنها كانت مع ذلك انعكاسًا دقيقًا لظروف الألفية الثانية قبل الميلاد. جون برايت "يمكننا أن نؤكد بكل ثقة أن إبراهيم وإسحاق ويعقوب كانوا أفرادًا تاريخيين حقيقيين.

## علم الآثار الكتابي الحديث
تعرض تفسير أولبرايت لانتقادات شديدة حيث اكتشف علم الآثار مفارقات تاريخية واضحة في الروايات التوراتية عن العصر الأبوي، مما يشير إلى أن النصوص كتبت في وقت متأخر عن التواريخ التقليدية. على سبيل المثا ، في سفر تكوين 26: 1 ، قابل إسحاق ملك الفلسطينيين، الذي لم يستقر في الواقع في الشرق الأوسط حتى القرن الثاني عشر قبل الميلاد. اكتشفت الحفريات في وادي تمناع منذ ما قد يكون أقدم عظام جمل مستأنسة وجدت في فلسطين التاريخية أو حتى في أي مكان خارج شبه الجزيرة العربية، ويعود تاريخها إلى حوالي 930 قبل الميلاد. وقد وصف هذا بأنه دليل على أن قصص إبراهيم ويوسف ويعقوب وعيسى كُتبت بعد هذا الوقت. وأولبرايت نفسه رأى الجمال في الكتاب المقدس على أنها مفارقة تاريخية. ومع ذلك، كشفت الحفريات السابقة في أماكن أخرى في الشرق الأوسط عن عظام جمل مدجنة في منزل يعود تاريخه إلى 2400 قبل الميلا ، وأن هناك سجلات مكتوبة وصورًا مصورة للإبل كحيوانات قبل 930 قبل الميلاد.